# Rebel Heart Tour
Rebel Heart Tour är den amerikanska sångerskan Madonnas tionde världsturné. Turnén hänger ihop med hennes trettonde album, Rebel Heart. Den började 9 september 2015 på Bell Centre i Montreal, Kanada och kommer att fortsätta genom Nordamerika, Europa, Asien och Oceanien innan den avslutas i Sydney, Australien den 20 mars 2016.

## Bakgrund
För att marknadsföra sitt tolfte album MDNA begav sig Madonna ut på The MDNA Tour 2012 och besökte då Nord- och Sydamerika, Europa och Mellanöstern. Turnén var en kommersiell succé med bruttointäkter på över 300 miljoner dollar från 88 slutsålda konserter. Efter MDNA-eran jobbade Madonna med albumet Rebel Heart under 2014. Efter att demo-versioner från hennes inspelningssessioner läckt ut på internet släpptes albumet tidigare än vad som från början var planerat. Omedelbart började flera nyhetskällor rapportera om en turné som skulle följa albumet. Den italienska tidningen Torino Today skrev att Madonna skulle komma med sin turné till Turin i november 2015. De kanadensiska tidningarna La Presse och Le Journal de Montréal skrev att Madonnas turnédatum i Quebec City och Montreal hade fastställts. Enligt dem skulle Madonna inviga en helt ny arena i Quebec City.
Turnén bekräftades den 1 mars 2015 via Madonnas officiella hemsida. Den fick namnet Rebel Heart Tour och skulle inledas den 29 augusti 2015 i Miami och fortsätta genom Nordamerika och Europa för att avslutas i Glasgow den 20 december 2015. Enligt Billboard skulle Rebel Heart Tour bli en arena-turné och besöka städer Madonna aldrig tidigare haft konserter i. Senare bekräftades att turnén skulle besöka Australien och Nya Zeeland i början av 2016, vilket innebär Madonnas första konserter i området sedan 1993 och hennes första konserter någonsin i Nya Zeeland. Filippinerna las också till i schemat med två konserter på SM Mall of Asia i februari 2016.
Rebel Heart Tour styrs av Live Nation Entertainment med Arthur Fogel vid rodret. Det är Madonnas femte samarbete med Live Nation, ett företag med vilka hon totalt spelat 289 konserter som inneburit nästan 8 miljoner sålda biljetter och över 1 miljard dollar i bruttointäkter. Fogel kommenterade att Rebel Heart läckt och menade att det var positivt för turnén i och med att Madonnas musik fick mer uppmärksamhet: "Det är ganska konstigt hur det hela blev, men det har säkerligen inte varit dåligt när det gäller att engagera människor i den nya musiken. Det är alltid bra att det händer även om det händer på ett konstigt sätt."

## Utveckling

### Repetitioner

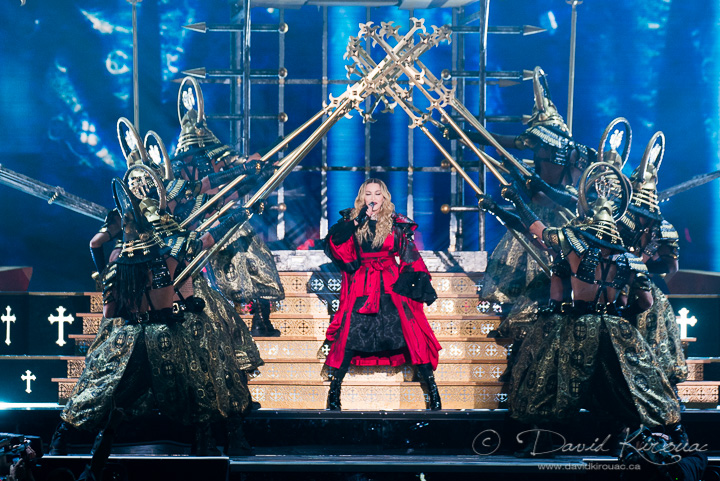
Madonna och sina dansare inleder showen med att framföra låten "Iconic".

Madonna berättade för Rolling Stone att när hon skapade albumet fick hon "små ögonblick av idéer" om hur hon skulle vilja att musiken framfördes live på turnén. Det var dock inte förrän hon började göra uppträdanden för att marknadsföra Rebel Heart som Madonna fick konkreta bilder av vilka teman hon ville inkludera. Madonna förklarade att hon "gillar att skapa en persona som sedan ändras och växer till andra saker... Jag är i början av den processen just nu, med att tänka på turnén och sånt." Repetitionerna inför turnén varade mellan 10 och 12 timmar om dagen. Hennes stränga schema gjorde att hon tvingades ha en hjälpreda för att hålla koll på hennes mat och näring.
I juli 2015 jobbade Madonna fortfarande på låtlistan tillsammans med sitt team av regissörer, producenter, designers och koreografer. Hon beskrev turnén som ett "karakteristiskt teater-spektakel" och att den kommer innehålla låtar från hela hennes karriär. Hon ville dels uppträda med de nya låtarna från Rebel Heart, men också äldre låtar från andra skivor för att göra alla fans nöjda, vilket blev svårt eftersom "låtarna - de gamla och de nya - måste funka ihop". Kärlek och romantik beskrevs som centrala teman för konserten och Madonna vill att publiken ska inspireras av den. Tillsammans med det förekommer också teman såsom sexualitet och religion och Madonna sa att hon "fördjupar [sig] i hur de inte är menade att fungera ihop, men i min värld gör de det".
Två korta videor föreställande repetitionerna släpptes på Madonnas Instagram-konto. Till tonerna av låtarna "Devil Pray" och "Iconic" från Rebel Heart visade videorna flamenco-inspirerad koreografi, nunnor som dansade på stolpar och en utarbetad uppsättning med dansare som bar på gigantisk rekvisita. Sångerskan fortsatte att via Instagram släppa bilder och videor relaterade till turnén, inklusive dansrepetitioner och andra dramatiska bilder på dansarna. Madonna valde komikern Amy Schumer som "förband" för konserterna i New York och avvek därmed från normen som är att ett band eller en DJ får agera förband. Hon tänkte att det skulle bli intressant eftersom hon tycker att Schumer är en förebild för unga kvinnor. Diplo, en av producenterna för Rebel Heart, bokades som förband till konserterna i Montreal.

### Multimedia
Det Montreal-baserade multimedia-företaget Moment Factory anlitades för turnén, vilket blir deras tredje samarbete med Madonna efter hennes Super Bowl XLVI-halvtidsshow och MDNA-turnén. Turnéns bakgrundsvideor filmades också och boxaren Mike Tyson bekräftade att han filmat en hemlig video för Madonna. Sångerskans officiella hemsida presenterade en tävling där fans kunde skicka in sin konst för att visas upp under turnén som ett digitalt galleri.

## Kommersiellt mottagande
Rebel Heart Tour blir Madonnas tredje och sista turné inom den tioåriga deal med Live Nation värd 120 miljoner dollar hon signerade 2007. Biljettförsäljningen inleddes den 9 mars 2015 och biljetterna till konserterna i Nordamerika som köptes online såldes ihop med en exklusiv nedladdning av en "Super Deluxe"-version av Rebel Heart. Medlemmar i Madonnas officiella fan-klubb Icon fick flera fördelar, bland annat förtur till biljetter och VIP-pass. Priserna var på ungefär samma nivå som Madonnas senaste turnéer, med de dyraste biljetterna till salu för omkring 2500-3000 kronor och de billigaste såldes för ungefär 300 kronor. Enligt Forbes indikerade andrahandspriserna för biljetterna att turnén skulle bli den dyraste turnén 2015. 
När de släppts såldes många biljetter på kort tid. Konserterna i Edmonton, Paris och Turin blev slutsålda på bara några minuter, vilket föranledde att en till konsert annonserades i de städerna. Fler konserter annonserades också i flera andra städer i Nordamerika. Även i Australien sålde biljetterna bra och endast de dyraste biljetterna samt VIP-paketen fanns kvar en längre tid. 
Tidningen New York Post hävdade att turnén inte sålde lika bra som The MDNA Tour då konserter såsom den i New York inte blivit slutsålda ens efter första dagen. Arthur Fogel avfärdade detta och sa: "En turné med en budget som Madonnas räknar med att lägga till andra och tredje konserter i städer... Det är därför den schemaläggs med massor av tomma datum i stora marknader." Forbes kritiserade också nyheten och skrev att "Madonna har bland de dyraste biljettpriserna på andrahandsmarknaden i år... Och trots att media kommer fortsätta spekulera om att Madonna är nära slutet på sin berömda karriär visar biljettförsäljningssiffrorna att hon fortfarande är i toppen av popmusikens elit."
Den 21 maj 2015 flyttade Madonna de första fem konserterna från hösten 2015 till januari 2016. Sångerskan bekräftade att förseningen berodde på att logistiken inte varit färdig i tid. Ett meddelande släpptes där hon skrev: "Som mina fans redan vet måste min show vara perfekt. Att sätta ihop alla element kommer att ta längre tid än vi trodde. Jag ber om ursäkt om detta orsakar problem för mina fans."
Enligt Stockholm Globe Arenas  slog Madonna publikrekord på Tele2 Arena vid konserten den 14 november 2015 med 40 557 åskadare, vilket även till dags dato är den högsta publiksiffran hittills vid en enskild konsert under turnén.

## Recensioner
I Daily News skrev Jim Farber att den mest chockerande delen av konserten inte var de provokativa bilderna eller dansrutinerna, utan faktumet att Madonna "knappt kunde sluta le. För den som följt Madonnas turnéer från början kan en sådan syn inte göra något annat än överraska... Rebel Heart Tours triumf kommer från hur Madonna med en ny mogenhet tar tillbaka äganderätten över sin karriär." Samma tankar ekade i Montreal Gazette där Jordan Zivitz menade att efter den första delen av konserten blev tonen mer sorglös eftersom Madonna verkade "njuta". Hon berömde också framförandet av "La Vie en rose" och avslutade recensionen genom att skriva att "konserten gav en känsla av självförtroende och lek... en mindre uppenbarelse från en artist vars disciplin och perfektionism inte äventyrat kärleken för att ha riktigt kul."

## Låtlista
1. Iconic
2. Bitch I'm Madonna
3. Burning Up
4. Holy Water/Vogue
5. Devil Pray
6. Messiah (Pausfilm)
7. Body Shop
8. True Blue (Akustisk)
9. Deeper and Deeper
10. HeartBreakCity (innehåller delar av "Love Don't Live Here Anymore")
11. Like a Virgin
12. S.E.X. (Pausfilm) (innehåller utdrag ur "Justify My Love")
13. Living for Love (Offer Nissim Living for Drums remix)
14. La Isla Bonita
15. Dress You Up (innehåller delar av "Into the Groove", "Everybody" och "Lucky Star")
16. Who's That Girl
17. Rebel Heart
18. Illuminati (Pausfilm)
19. Music
20. Candy Shop
21. Material Girl
22. La Vie en rose
23. Unapologetic Bitch
24. Holiday

## Konserter
| Datum             | Stad             | Land          | Plats                         | Förband     | Publiksiffra | Intäkter    |
| Nordamerika       | Nordamerika      | Nordamerika   | Nordamerika                   | Nordamerika | Nordamerika  | Nordamerika |
| ----------------- | ---------------- | ------------- | ----------------------------- | ----------- | ------------ | ----------- |
| 9 september 2015  | Montreal         | Kanada        | Bell Centre                   | Diplo       | —            | —           |
| 10 september 2015 | Montreal         | Kanada        | Bell Centre                   | Diplo       | —            | —           |
| 12 september 2015 | Washington, D.C. | USA           | Verizon Center                | Sleepy Tom  | —            | —           |
| 16 september 2015 | New York         | USA           | Madison Square Garden         | Amy Schumer | —            | —           |
| 17 september 2015 | New York         | USA           | Madison Square Garden         | Amy Schumer | —            | —           |
| 19 september 2015 | New York         | USA           | Barclays Center               | Amy Schumer | —            | —           |
| 21 september 2015 | Quebec City      | Kanada        | Videotron Centre              | —           | —            | —           |
| 24 september 2015 | Philadelphia     | USA           | Wells Fargo Center            | —           | —            | —           |
| 26 september 2015 | Boston           | USA           | TD Garden                     | —           | —            | —           |
| 28 september 2015 | Chicago          | USA           | United Center                 | —           | —            | —           |
| 1 oktober 2015    | Detroit          | USA           | Joe Louis Arena               | —           | —            | —           |
| 3 oktober 2015    | Atlantic City    | USA           | Boardwalk Hall                | —           | —            | —           |
| 5 oktober 2015    | Toronto          | Kanada        | Air Canada Centre             | —           | —            | —           |
| 6 oktober 2015    | Toronto          | Kanada        | Air Canada Centre             | —           | —            | —           |
| 8 oktober 2015    | Saint Paul       | USA           | Xcel Energy Center            | —           | —            | —           |
| 11 oktober 2015   | Edmonton         | Kanada        | Rexall Place                  | —           | —            | —           |
| 12 oktober 2015   | Edmonton         | Kanada        | Rexall Place                  | —           | —            | —           |
| 14 oktober 2015   | Vancouver        | Kanada        | Rogers Arena                  | —           | —            | —           |
| 17 oktober 2015   | Portland         | USA           | Moda Center                   | —           | —            | —           |
| 19 oktober 2015   | San Jose         | USA           | SAP Center                    | —           | —            | —           |
| 22 oktober 2015   | Glendale         | USA           | Gila River Arena              | —           | —            | —           |
| 24 oktober 2015   | Las Vegas        | USA           | MGM Grand Garden Arena        | —           | —            | —           |
| 27 oktober 2015   | Inglewood        | USA           | The Forum                     | —           | —            | —           |
| 29 oktober 2015   | San Diego        | USA           | Valley View Casino Center     | —           | —            | —           |
| Europa            |                  |               |                               |             |              |             |
| 4 november 2015   | Köln             | Tyskland      | Lanxess Arena                 | —           | —            | —           |
| 5 november 2015   | Köln             | Tyskland      | Lanxess Arena                 | —           | —            | —           |
| 7 november 2015   | Prag             | Tjeckien      | O2 Arena                      | —           | —            | —           |
| 8 november 2015   | Prag             | Tjeckien      | O2 Arena                      | —           | —            | —           |
| 10 november 2015  | Berlin           | Tyskland      | Mercedes-Benz Arena           | —           | —            | —           |
| 11 november 2015  | Berlin           | Tyskland      | Mercedes-Benz Arena           | —           | —            | —           |
| 14 november 2015  | Stockholm        | Sverige       | Tele2 Arena                   | —           | —            | —           |
| 16 november 2015  | Herning          | Danmark       | Jyske Bank Boxen              | —           | —            | —           |
| 19 november 2015  | Turin            | Italien       | Pala Alpitour                 | —           | —            | —           |
| 21 november 2015  | Turin            | Italien       | Pala Alpitour                 | —           | —            | —           |
| 22 november 2015  | Turin            | Italien       | Pala Alpitour                 | —           | —            | —           |
| 24 november 2015  | Barcelona        | Spanien       | Palau Sant Jordi              | —           | —            | —           |
| 25 november 2015  | Barcelona        | Spanien       | Palau Sant Jordi              | —           | —            | —           |
| 28 november 2015  | Antwerpen        | Belgien       | Sportpalais                   | —           | —            | —           |
| 29 november 2015  | Mannheim         | Tyskland      | SAP Arena                     | —           | —            | —           |
| 1 december 2015   | London           | England       | The O2 Arena                  | —           | —            | —           |
| 2 december 2015   | London           | England       | The O2 Arena                  | —           | —            | —           |
| 5 december 2015   | Amsterdam        | Nederländerna | Ziggo Dome                    | —           | —            | —           |
| 6 december 2015   | Amsterdam        | Nederländerna | Ziggo Dome                    | —           | —            | —           |
| 9 december 2015   | Paris            | Frankrike     | Bercy Arena                   | —           | —            | —           |
| 10 december 2015  | Paris            | Frankrike     | Bercy Arena                   | —           | —            | —           |
| 12 december 2015  | Zürich           | Schweiz       | Hallenstadion                 | —           | —            | —           |
| 14 december 2015  | Manchester       | England       | Manchester Arena              | —           | —            | —           |
| 16 december 2015  | Birmingham       | England       | Barclaycard Arena             | —           | —            | —           |
| 20 december 2015  | Glasgow          | Skottland     | SSE Hydro                     | —           | —            | —           |
| Nordamerika       |                  |               |                               |             |              |             |
| 20 januari 2016   | Atlanta          | USA           | Philips Arena                 | —           | —            | —           |
| 23 januari 2016   | Miami            | USA           | American Airlines Arena       | —           | —            | —           |
| 24 januari 2016   | Miami            | USA           | American Airlines Arena       | —           | —            | —           |
| 27 januari 2016   | San Juan         | Puerto Rico   | Coliseo de Puerto Rico        | —           | —            | —           |
| 28 januari 2016   | San Juan         | Puerto Rico   | Coliseo de Puerto Rico        | —           | —            | —           |
| Asien             |                  |               |                               |             |              |             |
| 4 februari 2016   | Tapei            | Taiwan        | Tapei Arena                   | —           | —            | —           |
| 6 februari 2016   | Tapei            | Taiwan        | Tapei Arena                   | —           | —            | —           |
| 9 februari 2016   | Bangkok          | Thailand      | IMPACT Arena                  | —           | —            | —           |
| 10 februari 2016  | Bangkok          | Thailand      | IMPACT Arena                  | —           | —            | —           |
| 13 februari 2016  | Tokyo            | Japan         | Saitama Super Arena           | —           | —            | —           |
| 14 februari 2016  | Tokyo            | Japan         | Saitama Super Arena           | —           | —            | —           |
| 17 februari 2016  | Hongkong         | Hongkong      | AsiaWorld–Arena               | —           | —            | —           |
| 18 februari 2016  | Hongkong         | Hongkong      | AsiaWorld–Arena               | —           | —            | —           |
| 20 februari 2016  | Macao            | Macao         | Studio City Event Center      | —           | —            | —           |
| 21 februari 2016  | Macao            | Macao         | Studio City Event Center      | —           | —            | —           |
| 24 februari 2016  | Manila           | Filippinerna  | Mall of Asia Arena            | —           | —            | —           |
| 25 februari 2016  | Manila           | Filippinerna  | Mall of Asia Arena            | —           | —            | —           |
| 28 februari 2016  | Singapore        | Singapore     | Singapore National Stadium    | —           | —            | —           |
| Oceanien          |                  |               |                               |             |              |             |
| 5 mars 2016       | Auckland         | Nya Zeeland   | Vector Arena                  | —           | —            | —           |
| 6 mars 2016       | Auckland         | Nya Zeeland   | Vector Arena                  | —           | —            | —           |
| 12 mars 2016      | Melbourne        | Australien    | Rod Laver Arena               | —           | —            | —           |
| 13 mars 2016      | Melbourne        | Australien    | Rod Laver Arena               | —           | —            | —           |
| 16 mars 2016      | Brisbane         | Australien    | Brisbane Entertainment Centre | —           | —            | —           |
| 17 mars 2016      | Brisbane         | Australien    | Brisbane Entertainment Centre | —           | —            | —           |
| 19 mars 2016      | Sydney           | Australien    | Allphones Arena               | —           | —            | —           |
| 20 mars 2016      | Sydney           | Australien    | Allphones Arena               | —           | —            | —           |
| Total             | Total            | Total         | Total                         | Total       | —            | —           |

## Medverkande
- Skapad av – Madonna
- Regissör – Jamie King
- Regiassistent – Tiffany Olson
- Koreograf och kreativ konsult – Megan Lawson
- Koreografer – Jason Young, Valeree Young
- Stylist – Arianne Phillips
- Madonnas påklädare – Tony Villaneuva
- Garderobsansvarig – Mel Dykes
- Påklädare – Janelle Corey, Noriko Kakihara, Danielle Martinez, Laura Spratt
- Kostymdesign – Miu Miu, Prada, Gucci, Fausto Puglisi, Moschino, Nicolas Jebran, Aura Tout Vu, Swarovski, Alexander Wang, Lilly e Violetta
- Hår och smink – Andy Lecompte, Aaron Henrikson
- Dansare – Pono Aweau, Allaune Blegbo, Deurell Bullock, Grichka Caruge, Justin De Vera, Coral Dolphin, Marvin Gofin, Malik Le Nost, Loic Mabanza, Sasha Mallory, Sheik Mondesia, Bambi Nakayama, Jo'Artis Ratti, Lil' Buck Riley, Aya Soto, Ai Shimatsu, Sohey Sugihara, Maria Wada, Ahlamalik Williams

Band
- Sång och gitarr – Madonna
- Kapellmästare och keyboard – Kevin Antunes
- Gitarr – Monte Pittman
- Trummor – Brian Frasier-Moore
- Keyboard – Ric'key Pageot
- Kör – Nicki Richards, Kiley Dean